# Atletismo nos Jogos Pan-Americanos de 1971 - 400 m feminino
A prova dos 400 m feminino nos Jogos Pan-Americanos de 1971 foi realizada em Cali, Colômbia.

## Medalhistas
| Ouro                          | Prata                   | Bronze                      |
| Marilyn Neufville JAM Jamaica | Carmen Trustée CUB Cuba | Yvonne Saunders JAM Jamaica |

## Resultados
| Posição           | Nome              | Nacionalidade      | Tempo | Notas |
| ----------------- | ----------------- | ------------------ | ----- | ----- |
| Medalha de ouro   | Marilyn Neufville | JAM Jamaica        | 52.34 |       |
| Medalha de prata  | Carmen Trustée    | CUB Cuba           | 52.89 |       |
| Medalha de bronze | Yvonne Saunders   | JAM Jamaica        | 53.13 |       |
| 4                 | Aurelia Pentón    | CUB Cuba           | 53.62 |       |
| 5                 | Brenda Walsh      | CAN Canadá         | 54.61 |       |
| 6                 | Joyce Sadowick    | CAN Canadá         | 54.88 |       |
| 7                 | Gwen Norman       | USA Estados Unidos | 55.46 |       |
| 8                 | Jarvis Scott      | USA Estados Unidos | 56.53 |       |